# Партизанский отряд «Смерть фашизму» (Жлобинский район)
Отряд «Смерть фашизму» — советский партизанский отряд, действовавший на территории современного Жлобинского района во время Великой Отечественной войны.

## История
В октябре 1941 года в паровозном депо Жлобина начала действовать подпольная группа Тита Петровича Миненкова. Группа имела радиоприёмник и распространяла среди населения информацию с советских фронтов через листовки. Позже члены группы П. Т. Малашков и Пугачёв установили контакт с Павлом Скварчевским, бывшим секретарем комсомольской организации железнодорожного узла, и получили задание по сбору оружия и боеприпасов.
На основе этой группы и двух боевых групп, направленных в сентябре 1942 года Центральным штабом партизанского движения из Москвы, был сформирован партизанский отряд «Смерть фашизму». 24 сентября 1942 года группы под руководством Иова Крышнёва и Д. Т. Шибинского объединились в единый отряд в районе деревни Антоновка (ныне Жлобинский район). Командиром стал Крышнёв, комиссаром — Шибинский.
В октябре—ноябре 1942 года отряд провёл первые крупные диверсии: был сожжён мост через реку Ола, подорваны паровоз и два вагона на перегоне Ящицы—Шатилки. В связи с ростом численности бойцов в мае 1943 года отряд был разделён на два — «Смерть фашизму» и «Железняк». В сентябре 1943 года отряд «Смерть фашизму» был преобразован в бригаду имени П. К. Пономаренко, а отряд «Железняк» — в одноимённую бригаду.
Отряд и бригада участвовали в «рельсовой войне», подрывали вражеские эшелоны, мосты, сооружения, проводили диверсии на железной дороге и содействовали наступлению Красной армии. По данным Совинформбюро, 8 июня 1943 года партизаны подорвали два эшелона, уничтожив паровоз, 11 вагонов с войсками и две платформы с зенитными пушками.

## Память
На Жлобинщине память об участниках отряда увековечена: их именами названы улицы, установлены памятные знаки.